# 126
126 рік — невисокосний рік, що почався у вівторок за григоріанським календарем. 
Римська імперія •  Парфянське царство •  Кушанське царство •  Східна Хань •  Сармати

## Геополітична ситуація
Римську імперію очолює імператор Адріан (до 138). Імперія  займає Апеннінський, Піренейський та Балканський півострови, Галлію, частину Британії, Близький Схід, Північну Африку включно з Єгиптом. 
Наймогутніша держава центральної Азії — Парфянське царство. Наймогутніша держава Індостану — Кушанське царство. Династія Хань править у Китаї.  Корейський півострів ділять між собою Три корейські держави. 
Триває докласичний період цивілізації мая.
На території майбутньої України, в степах Причорномор'я, кочують сармати, північніше — племена Черняхівської культури.

## Події

### Римська імперія
- Римськими консулами були Марк Анній Вер та Гай Егій Амбібул.
- Римський імператор Адріан освятив відреставрований Храм Веспасіана. Він організував спеціальні ігри за участю 1835 пар гладіаторів.
- Адріан став магістром Арвальського братства[1].
- Адріан видав розпорядження проконсулу Азії про те, що забороняється карати смертю християн без судового процесу[2].
- Апостол Кодрат представив імператору Адріану твір на захист християн.

### Азія
- Бань Юн розбив Хуянь в Західному краї (Східний Туркестан).
- Сяньбі Цічжіцзяня вчинили новий набіг на Китай.

## Народилися
- Пертінакс — римський імператор.

## Померли
- Сікст I — папа римський (за іншими даними помер 128)
- Сабіна Римська — християнська свята.